# Dąbrowice Częściowe
Dąbrowice Częściowe – wieś w Polsce położona w województwie wielkopolskim, w powiecie kolskim, w gminie Kościelec.
W latach 1975–1998 miejscowość administracyjnie należała do województwa konińskiego.

## Informacje ogólne
Miejscowość położona jest 11 km na południowy zachód od centrum Koła, przy drodze lokalnej łączącej Kościelec z Władysławowem. Przez południowe krańce wsi przebiega Autostrada A2. 